# Edgar Soberón Torchia
Edgar Soberón Torchia (Panamá, 6 de febrero de 1951) es dramaturgo, cuentista, guionista, crítico de cine, actor y director teatral. Licenciado en Arte con especialización en Español y Psicología, por la Universidad Interamericana de Puerto Rico, hizo también estudios de Teatro en la Academia Theatrón de Puerto Rico de Victoria Espinosa, Cine Antropológico en Ateliers Varan de París, Guion Cinematográfico en la Escuela Internacional de Cine y Televisión (EICTV) de Cuba, y Preservación de Filmes en los archivos fílmicos de São Paulo, Río de Janeiro y México. Ha ejercido la docencia en Panamá, San Juan, Antigua (Guatemala), en la EICTV de Cuba, la Escuela de Diseño de Altos de Chavón (República Dominicana) y Universidad Veritás de Costa Rica, entre otros. Fue además consultor del Programa Ibermedia para el fomento de las cinematografías iberoamericanas.

## Historia
Hijo de Miguel Soberón Atencio (N. Aguadulce, 29.9.1919 / M. Panamá, 31.1.2006), descendiente de cubanos, y de Isabel Torchia Pinzón (N. Panamá, 20.12.1925 / M. Panamá, 28.10.2003), hija de padre italiano y madre panameña, se educó por 12 años en el Colegio San Agustín de la Ciudad de Panamá, regido por la orden de agustinos recoletos. Posteriormente se radicó en San Juan de Puerto Rico por siete años, donde hizo estudios universitarios, ingresó a la escuela teatral de Victoria Espinosa y participó activamente como actor en el teatro de la isla, tanto en puestas en escena de salas, como en montajes de teatro de calle, teatro de guerrilla y de cabaret.
Durante su estancia en Puerto Rico se inició como crítico de cine en el diario El Vocero, actividad que siguió ejerciendo por 25 años en otras publicaciones de diversos países, y que continúa realizando hasta el presente de modo independiente en internet. En Panamá dirigió obras teatrales, incluyendo teatro para campesinos y de títeres para niños; fue jefe de la Cinemateca de la Universidad de Panamá, director de Programación e Imagen del Sistema Estatal de Radio y Televisión de Panamá, y director de Cultura de la EICTV en Cuba, donde residió por diez años. En 1993 fundó con su hermana Nyra Soberón Torchia, el cineasta Enrique Castro Ríos, la periodista Amalia Aguilar Nicolau y otros gestores la Fundación Centro de Imagen y Sonido (CIMAS), que desde entonces fomenta la práctica audiovisual en Panamá.
En 1977 ganó por primera vez el premio nacional de literatura de Panamá llamado Premio Ricardo Miró en la sección de Cuento y al año siguiente volvió a ganarlo en la sección de Teatro, en la cual obtuvo nuevamente el premio en 1989, 1993 y 2024; y el accésit en 2004 y 2015. Editó el libro "Me alquilo para soñar", de Gabriel García Márquez en 1992; y en ocasión del centenario del cinematógrafo, publicó en México la historia del cine, "Un siglo de cine", en 1995.
En Cuba dirigió entre 2007 y 2014 la revista "enfoco" de la escuela de cine, creó Ediciones EICTV y coordinó la publicación de la edición cubana de "El guion cinematográfico: Un viaje azaroso" de Miguel Machalski, la reedición de "Dialéctica del espectador" de T.G. Alea, "El cine es cortar" de Luciano Castillo y Nelson Rodríguez, "El cine según Gabriel García Márquez" de Joel del Río, las compilaciones "33 ensayos de cine" y "Ser un ser humano" y las memorias de talleres de altos estudios "Diálogos II", "Documental - el cine como testimonio", y "La edición: el arte oculto", de autores diversos.
Su filmografía incluye la dirección de los documentales panameños India Dormida (1994), que ganó el Premio Video Cultural del Instituto Nacional de Cultura de Panamá, y Panamá Radio (2019); y la colaboración en los guiones de la teleserie panameña El abuelo de mi abuela (2003), del filme experimental Le sacre du printemps (Alemania, 2004), y de los largometrajes Talento de barrio (Puerto Rico, 2008), La estación seca (Panamá, 2008), La Yuma (Nicaragua, 2009) y Molina's Ferozz (Cuba, 2010).
Actualmente, trabaja en cuatro obras teatrales que integran una tetralogía de la Luna, iniciada con "Luna Park" y seguida por "Luna nueva", ambas merecedoras del accésit en el Concurso Ricardo Miró; y "Luna escarlata", ganadora del Premio Ricardo Miró.

## Obras

### Teatro
- Ekinoksio (Puerto Rico, 1977)
- Pepita de marañón (Es más, el día de la lata) (Panamá,  1979), con Alfredo A. Arango
- La historia del Corozo – una trilogía (Panamá,  1981-83)
- Una boda campesina – teatro de títeres (Panamá,  1981)
- El sorteo (Panamá,  1983, 2002)
- La Tierra vista desde la Luna (Panamá,  1986)
- La Chula Linda (Panamá,  1986)
- Del mambo al chachachá (Panamá,  1989), con Mireya Hernández (También conocida como "El Arco Iris")
- 28 – Parodia patriotera para un acto escolar (Panamá,  1992)
- Maternidad imposible (monólogo) (Panamá,  1992)
- Agenda oculta (monólogo) (Panamá,  1992)
- ¡Yo quiero ser artista! (Panamá,  1993)
- El extraño caso de la mancha de sangre sobre el tapete (Panamá,  1999)
- La venganza de Chula Linda (Panamá,  2000)
- La heredera y el fantasma (Panamá,  2000)
- Pedro Navaja (Panamá,  2002)
- Pedro Navaja y otros éxitos del hit parade (Antología y preceptiva) (Panamá,  2003)
- Luna Park (Panamá,  2004-23)
- Luna nueva (Panamá,  2015-24)
- Luna escarlata (Panamá,  2019-24)

### Cuento
- La historia de Dorita Kiñones y otros feminismos (Panamá, 1978)
- Hijo de Ochún (Puerto Rico, 1997)
- Panabulario: Compilación narrativa (incluye La historia de Dorita Kiñones y otros feminismos, Panabulario e Hijo de Ochún) (Puerto Rico-Panamá, 2025)

### Cine
- Me alquilo para soñar – Taller de guion de Gabriel García Márquez (editor) (Cuba, 1993)
- Un siglo de cine (México, 1995)
- Breve historia del cine panameño (Panamá, 2003), con César Del Vasto
- Filmografía esencial (Cuba, 2009)
- 33 ensayos de cine (editor y director) (Cuba, 2007)
- 20X21 (Veinte cineastas para un nuevo siglo) (Coeditor) (Cuba, 1995)
- Los cines de América Latina y el Caribe (coordinador, director y autor) (Cuba, 2014).
- Conversaciones del cine panameño: Antes de la ley de cine (coordinador) (Panamá, 2018), con Alfredo Castillero Hoyos.